# 贝尔蒙布勒特努
贝尔蒙布勒特努（法語：Belmont-Bretenoux，法語發音：[bɛlmɔ̃ bʁətnu]）是法国洛特省的一个市镇，属于菲雅克区。

## 地理
贝尔蒙布勒特努（44°53'24"N, 1°52'47"E）面积6.65 平方千米，位于法国奧克西塔尼大區洛特省，该省份为法国西南部内陆省份，北起顺时针与科雷兹省、康塔爾省、阿韦龙省、塔恩-加龙省、洛特-加龍省和多尔多涅省接壤。
与贝尔蒙布勒特努接壤的市镇（或旧市镇、城区）包括：科尔纳克、圣塞雷、圣让莱斯皮纳斯、圣洛朗莱图尔、圣米歇尔卢贝茹。

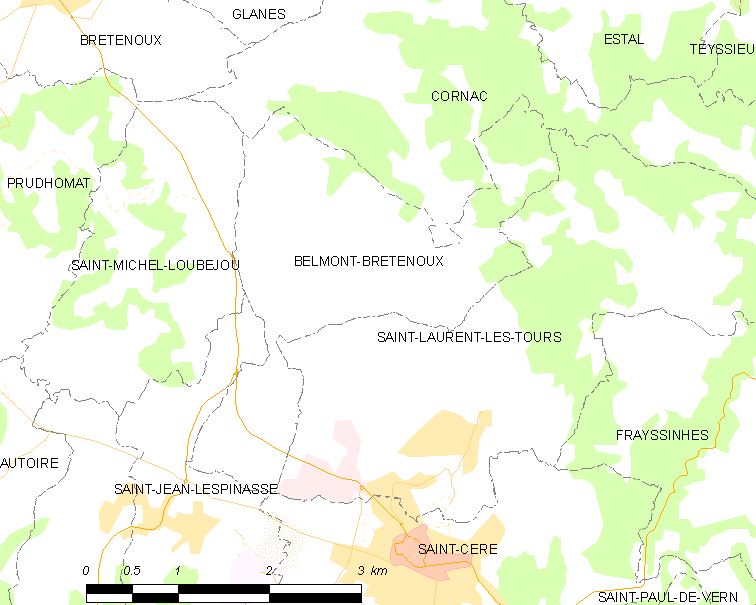
贝尔蒙布勒特努的OSM定位图

贝尔蒙布勒特努的时区为UTC+01:00、UTC+02:00（夏令时）。

## 行政
贝尔蒙布勒特努的邮政编码为46130，INSEE市镇编码为46024。

## 政治
贝尔蒙布勒特努所属的省级选区为塞尔-塞加拉县。

## 人口

1962-2008年间贝尔蒙布勒特努人口变化图示

贝尔蒙布勒特努于2022年1月1日时的人口数量为406人。